# Jakub Körner
Jakub Körner (* 3. Dezember 1979 in Brünn, Tschechoslowakei) ist ein deutsch-tschechischer Eishockeyspieler, der zuletzt bei den Mighty Dogs Schweinfurt in der Bayernliga als Verteidiger spielte.

## Karriere
Jakub Körner begann seine Karriere bei den Nürnberg Ice Tigers in der Deutschen Eishockey Liga. Über die Stationen EV Regensburg und die Selber Wölfe kam er 2001 zum ERC Haßfurt, wo er drei Jahre spielte. Im Sommer 2004 wechselte er zum ESC Dresden und konnte mit dem Team der Eislöwen den Aufstieg in die zweite Liga erreichen. Für die erste Bundesligasaison in der Geschichte der Eislöwen erhielt er aufgrund überzeugender Leistungen einen Vertrag, verlängerte diesen aber nach der Saison 2005/06 nicht und wechselte zum Liga-Konkurrenten SC Bietigheim-Bissingen. Dort spielte er bis Dezember 2007, als er um eine Vertragsauflösung bat. Wenige Tage später nahmen ihn die Eislöwen erneut unter Vertrag. Mit den Eislöwen erreichte er die Meisterschaft der Oberliga 2008 und den Aufstieg in die 2. Bundesliga.
Im September 2009 unterzeichnete Körner einen Vertrag beim ESV Kaufbeuren, der zuvor in die 2. Bundesliga aufgestiegen war. Nach fünf Jahren beim ESVK, wo er zeitweise Assistenzkapitän war, wechselte er im Mai 2014 zu den Eispiraten Crimmitschau.
Nach drei Jahren bei den Eispiraten verließ Körner im Mai 2017 Sachsen und wurde vom EHC Freiburg, ebenfalls aus der DEL2, verpflichtet. Weitere Stationen waren die Black Dragons Erfurt und Mighty Dogs Schweinfurt.

## Erfolge und Auszeichnungen
- 2005 Oberligameister und Aufstieg in die 2. Bundesliga mit den Dresdner Eislöwen
- 2008 Oberligameister und Aufstieg in die 2. Bundesliga mit den Dresdner Eislöwen